# Stanisław Ostrowski
Stanisław Ostrowski (29 de outubro de 1892 - 22 de Novembro de 1982) foi um político polonês, mais conhecido por servir como último prefeito polonês de Leópolis e terceiro Presidente da República da Polônia em exílio.  